# Microcampylopus leucogaster
Microcampylopus leucogaster är en bladmossart som beskrevs av Bruce H. Allen 1994. Microcampylopus leucogaster ingår i släktet Microcampylopus och familjen Dicranaceae. Inga underarter finns listade i Catalogue of Life.